# Durová stupnice
Durová stupnice (nebo také stupnice dur, z lat. durus = tvrdý) je pojem z oboru hudební nauky, který je používán ve dvou významech:
- v širším významu jako jakákoliv hudební stupnice, která obsahuje charakteristický „tvrdý“ tón – velkou tercii;
- v užším významu jako konkrétní církevní diatonická stupnice, která rozložením intervalů mezi stupni odpovídá jónskému modu.

Durová stupnice patří mezi sedmistupňové (diatonické) stupnice, má sice osm stupňů, ale osmý stupeň (čistá oktáva) je opakování základního tónu.
S výjimkou jednoho odstavce, kde jsou vyjmenovány ostatní durové stupnice, pojednává tento článek o durové stupnici v jejím druhém, užším významu.

## Složení durové diatonické stupnice
Durová diatonická stupnice je nejpoužívanější stupnicí v evropské hudbě (ať již lidové, dnešní populární nebo klasické vážné). Skládá se ze sedmi tónů, s půltónem mezi třetím a čtvrtým a mezi sedmým a osmým (=prvním), mezi ostatními po sobě následujícími tóny je interval celého tónu. Obecně se dá říci, že v poměru s mollovou stupnicí působí z pocitového hlediska durová stupnice vesele či radostně.
K poslechu:  Stupnice C dur
Následující tabulka obsahuje seznam intervalů jednotlivých stupňů vzhledem k základnímu tónu. Jako příklad je použita stupnice C dur, jejíž notaci obsahuje výše uvedený obrázek.
| Stupeň   | Interval      | C dur |
| -------- | ------------- | ----- |
| I        | čistá prima   | c     |
| II       | velká sekunda | d     |
| III      | velká tercie  | e     |
| IV       | čistá kvarta  | f     |
| V        | čistá kvinta  | g     |
| VI       | velká sexta   | a     |
| VII      | velká septima | h     |
| VIII = I | čistá oktáva  | c     |

## Seznam durových stupnic
Následující tabulka obsahuje kompletní seznam diatonických durových stupnic podle tóniny.
| Stupnice | Složení                         | Předznamenání |
| -------- | ------------------------------- | ------------- |
| Cis dur  | cis dis eis fis gis ais his cis | 7♯            |
| Fis dur  | fis gis ais h cis dis eis fis   | 6♯            |
| H dur    | h cis dis e fis gis ais h       | 5♯            |
| E dur    | e fis gis a h cis dis e         | 4♯            |
| A dur    | a h cis d e fis gis a           | 3♯            |
| D dur    | d e fis g a h cis d             | 2♯            |
| G dur    | g a h c d e fis g               | 1♯            |
| C dur    | c d e f g a h c                 | žádné         |
| F dur    | f g a b c d e f                 | 1♭            |
| B dur    | b c d es f g a b                | 2♭            |
| Es dur   | es f g as b c d es              | 3♭            |
| As dur   | as b c des es f g as            | 4♭            |
| Des dur  | des es f ges as b c des         | 5♭            |
| Ges dur  | ges as b ces des es f ges       | 6♭            |
| Ces dur  | ces des es fes ges as b ces     | 7♭            |

## Mody diatonické durové stupnice
Jednotlivé mody (lze také použít název "Církevní stupnice") diatonické durové stupnice pochází ještě z dob středověku. Používaly se zde přibližně od sedmého do šestnáctého století. Když přišlo baroko, byly mody nahrazeny dnes známými stupnicemi. V modech se zpíval a stále zpívá gregoriánský chorál. V následující tabulce je pro každý stupeň uveden název, charakter a septakord, který daný modus charakterizuje.
| Stupeň | Modus       | Charakter                                          | Septakord               | Septakord v C dur              |
| ------ | ----------- | -------------------------------------------------- | ----------------------- | ------------------------------ |
| I      | jónský      | durový modus s velkou septimou                     | velký septakord         | {\displaystyle C^{7maj}\,\!}   |
| II     | dórský      | mollový modus s velkou sextou                      | malý mollový septakord  | {\displaystyle Dmi^{7}\,\!}    |
| III    | frygický    | mollový modus s malou sekundou                     | malý mollový septakord  | {\displaystyle Emi^{7}\,\!}    |
| IV     | lydický     | durový modus se zvětšenou kvartou                  | velký septakord         | {\displaystyle F^{7maj}\,\!}   |
| V      | mixolydický | durový modus s malou septimou                      | dominantní septakord    | {\displaystyle G^{7}\,\!}      |
| VI     | aiolský     | mollová diatonická stupnice                        | malý mollový septakord  | {\displaystyle Ami^{7}\,\!}    |
| VII    | lokrický    | mollový modus s malou sekundou a zmenšenou kvintou | malý zmenšený septakord | {\displaystyle Hmi^{7/5-}\,\!} |

## Další durové stupnice
Jak již bylo uvedeno v úvodu, mají durový charakter všechny stupnice, které obsahují velkou tercii. Kromě diatonické církevní dur jsou to například:
- harmonická dur – vznikne z durové stupnice snížením šestého stupně na malou sextu
- mixolydický modus
- lydický modus
- čínská pentatonika – pětitónová stupnice, která vznikne odstraněním kvarty a septimy z durové stupnice
- cikánská stupnice
- celotónová stupnice